# Xbox Live Indie Games
Xbox Live Indie Games (abreviado como XBLIG, e anteriormente chamado de Xbox Live Community Games abreviado como XBLCG) são jogos eletrônicos criados por desenvolvedores individuais (indies) ou pequenas equipes de desenvolvedores divulgados na Xbox Live Marketplace da Microsoft para o Xbox 360. Os jogos foram desenvolvidos usando o Microsoft XNA e desenvolvidos por um ou mais desenvolvedores independentes registrados no App Hub. Ao contrário dos títulos do Xbox Live Arcade, estes geralmente só eram testados dentro da comunidade local de criadores, tinham custos de produção muito mais baixos e geralmente eram mais baratos de comprar. O serviço foi lançado para uso generalizado ao lado do New Xbox Experience, e até novembro de 2014, mais de 3.300 jogos foram lançados no serviço, muitos recebendo atenção da mídia. Todos os Jogos Indie atualmente exigem que o usuário esteja logado em sua conta do Xbox Live para iniciar o início de cada jogo. Os Indie Games não estavam disponíveis na Austrália, devido à exigência de que todos os jogos fossem classificados pelo Australian Classification Board e as despesas proibitivas envolvidas. O programa Xbox Live Indie Games não continuou com o lançamento do Xbox One, e o mercado para esses jogos foi fechado em 7 de outubro de 2017.

## História
As ferramentas iniciais para o desenvolvimento de jogos na plataforma Xbox 360 foram agrupadas no XNA Game Studio Express 1.0, lançado em dezembro de 2006, como um meio de introduzir novos programadores para as etapas da programação de jogos. Lançamentos adicionais do XNA Game Studio adicionaram mais recursos com as principais bibliotecas de software, mas os jogos criados eram limitados à própria unidade de console do desenvolvedor e não podiam ser compartilhados com outros. Durante a Game Developers Conference, em fevereiro de 2008, a Microsoft anunciou que levaria o serviço Xbox Live Community Games para o Marketplace, permitindo que esses jogos fossem compartilhados com outras pessoas. De acordo com David Edery, planejador de portfólio da Xbox Live Arcade, a Microsoft imaginou os Community Games como uma maneira de os programadores darem mais atenção a jogos experimentais de nicho, sem justificar o custo de um título completo com apenas um público limitado. enquanto ainda potencialmente ganhar algum dinheiro com o esforço. Edery também citou os Community Games como um potencial diferenciador dos serviços PlayStation Store e WiiWare.
Uma versão beta fechada do Community Games foi lançada em 21 de maio de 2008, limitada aos membros Premium do XNA Creators' Club. Os Community Games foram introduzidos com a New Xbox Experience em 19 de novembro de 2008. Após o lançamento do XNA 3.1, a Microsoft mudou os jogos para "Xbox Live Indie Games" com a esperança de aumentar o "entendimento e descobertas" de jogos criados por usuários. Após a atualização do quarto trimestre do Dashboard em 2010, a guia Indie Games no Marketplace foi movida para a seção "Lojas especializadas" do painel, longe de onde os títulos regulares do Xbox Live Arcade seriam mostrados. Desenvolvedores independentes que publicaram através do serviço Indie Game estavam preocupados que essa mudança reduzisse a visibilidade dos jogos, levando a menores vendas e menos incentivos para o desenvolvimento da série. Microsoft afirmou que o movimento foi projetado para beneficiar os desenvolvedores de jogos independentes, destacando esses jogos através da guia Loja especializada. No entanto, dentro de uma semana, a Microsoft reverteu silenciosamente essa alteração, movendo a guia Indie Games de volta para a seção principal "Marketplace de jogos". Atualmente, o jogo de maior sucesso na XBLIG é o CastleMiner Z da DigitalDNA Games, que foi o primeiro título do serviço a atingir um milhão de downloads pagos.

## Desenvolvimento de jogos
Os Xbox Live Indie Games foram desenvolvidos sob certas restrições de distribuição:
- O pacote de distribuição binária deve ter no máximo 500 MB, atualizado dos 150 MB originais, a partir de 4 de janeiro de 2012.[12][13]
- Os jogos custam 80, 240 ou 400 Microsoft Points (aproximadamente US$ 1, US$ 3 e US$ 5, respectivamente). Jogos com mais de 150 MB (anteriormente maiores que 50 MB) devem ter um preço de pelo menos 240 Microsoft Points na atualização de 4 de janeiro de 2012.[13] Antes da atualização de agosto de 2009, a estrutura de preços era definida em 200, 400 ou 800 Microsoft Points (aproximadamente US$ 2,50, US$ 5 e US$ 10, respectivamente).[14]
- Um período de teste de oito minutos é aplicado para os Jogos Indie, após o qual, se o jogador ainda não tiver comprado o jogo, o jogo terminará e informará que eles precisam comprar a versão completa para continuar jogando. Os desenvolvedores não têm controle sobre este período de teste.[14] Esse limite foi inicialmente de quatro minutos, mas o feedback de jogadores e desenvolvedores aumentou o período de teste.[15]
- Os títulos XBLIG não possuem alguns dos recursos encontrados nos jogos XBLA. Os jogos XBLIG não têm conquistas ou tabelas de classificação, nem estão listados no "Gamer Card" de um jogador.[14] No entanto, esses jogos podem ser integrados a outras partes do Xbox Live Experience, incluindo o uso de suporte multiplayer, convites para jogos e informações sobre jogos nas listas de amigos.[16] O XNA também inclui suporte para chat em grupo e aos Xbox Live Avatars.[17]
- Só foi permitido aos desenvolvedores XBLIG publicar até oito títulos, mas a partir de 4 de janeiro de 2012, o limite foi aumentado para vinte.[13]

Os Indie Games foram criados e adicionados ao serviço Xbox Live por um processo de quatro etapas:
- Criação - Os jogos são escritos em C # ou Visual Basic.NET usando a estrutura XNA Game Studio, permitindo que os desenvolvedores depurem e testem seus jogos internamente antes do lançamento. O código final é compilado em um único pacote binário.
- Submissão - O desenvolvedor carrega seu binário no site do App Hub, durante o qual eles podem especificar metadados para o jogo, como a região de destino para lançamento, o custo que desejam oferecer ao jogo, a mídia para o jogo que pode ser exibida no Marketplace, telas e classificações de conteúdo sugeridas para o jogo.
- Playtest - Inicialmente não faz parte do programa beta do Indie Games, a fase de teste permite aos desenvolvedores permitir que o jogo seja jogado por membros Premium do App Hub por uma semana, dando-lhes feedback que eles podem usar para revisar suas submissões antes de o processo de revisão por pares.
- Revisão por pares - Os jogos independentes devem passar por revisão por pares antes de serem liberados para o serviço. Estes são executados por outros desenvolvedores no serviço Indie Games, que analisam o jogo em busca de conteúdo inaceitável, instabilidade do jogo e outros fatores que seriam prejudiciais para o lançamento no serviço, embora esses revisores não tentem qualificar a qualidade do jogo em si. Os revisores também forneceram classificações de conteúdo sugeridas para os jogos, semelhantes à fase de envio. Os jogos exigem vários comentários confiáveis antes de serem lançados. Jogos rejeitados podem ser reenviados usando feedback fornecido pelos revisores. Quando o programa saiu da fase beta, que estava limitada aos Estados Unidos, e em ampla distribuição, abrangendo tanto a América do Norte quanto a Europa Ocidental, o processo de revisão por pares foi modificado para incluir revisões adicionais para jogos que suportam vários idiomas.
- Lançamento - Os jogos que passam na Revisão por Pares são lançados no serviço. Os desenvolvedores recebem 70% das vendas do jogo, com a Microsoft retendo o direito a mais 10-30% das vendas, caso decidam comercializar ainda mais o jogo.[18][19][20] No entanto, até que tenham descoberto como levar em conta os benefícios dos esforços de marketing, a Microsoft prometeu manter a divisão 70/30 para todos os jogos.[21]

Com uma atualização de 11 de agosto de 2009 para o sistema Xbox Live, o Xbox Live Indie Games ofereceu classificações de usuários, um recurso que também foi aplicado a outros conteúdos no Xbox Live Marketplace.
A maioria dos jogos XBLIG foi desenvolvida por estudantes ou desenvolvedores amadores, que investiram uma quantia mínima de dinheiro, incluindo a taxa anual para a participação no App Hub, para desenvolver seus jogos. No entanto, pelo menos um jogo teve custos de desenvolvimento muito maiores: Biology Battle desenvolvido pela Novaleaf Software, levou onze meses para completar o jogo com custos de desenvolvimento pouco abaixo de US$ 100.000. O jogo foi originalmente planejado como um título padrão do Xbox Live Arcade, mas foi rejeitado pela Microsoft cerca de sete meses depois do projeto; Novaleaf decidiu avançar e lançar o jogo como um jogo Indie. Outro jogo, o Techno Kitten Adventure, foi desenvolvido por um desenvolvedor menor, o XMONOX, que fez parceria com o estúdio de design Elite Gudz para relançar o jogo com melhorias de jogabilidade e portes para dispositivos móveis.
Embora a distribuição para o XBLIG tenha sido relativamente fácil, os jogos na plataforma costumavam gerar ganhos muito pequenos, em comparação com outras plataformas, levando muitos desenvolvedores independentes a sair da plataforma Xbox 360. A Zeboyd Games, que desenvolveu o Breath of Death VII e Cthulhu Saves the World para XBLIG, portou os jogos para o Microsoft Windows cerca de um ano e meio depois; no prazo de seis dias de seu lançamento na plataforma Steam, as vendas da versão Windows, de aproximadamente US$ 100.000, haviam superado as vendas do ano anterior e meio da XBLIG.

## Promoções
Os desenvolvedores se uniram para promover o Xbox Live Indie Games, com promoções voltadas à comunidade com jogos selecionados, chamada de Indie Games Uprising. Houve quatro "uprisings", o "Indie Games Winter Uprising", que ocorreu em dezembro de 2010, e o "Indie Games Summer Uprising", que aconteceu em agosto de 2011, e o "Indie Games Uprising III", que aconteceu durante Setembro de 2012. Em 28 de setembro de 2015, o Uprising retornou com uma página de tributo mostrando os desenvolvedores que começaram em XBLIG e agora estão trabalhando em projetos para o Xbox One, PlayStation 4 e Wii U graças à plataforma.

## Fim do Serviço
Enquanto a Microsoft fazia a transição do Xbox 360 para o Xbox One, o programa Xbox Live Indie Games não foi trazido para a nova plataforma. O software XNA foi descontinuado em 2013 e, em setembro de 2015, a Microsoft enviou e-mails para desenvolvedores descrevendo o fim de vida útil do programa Xbox Live Indie Games. O Indie Games Marketplace foi originalmente programado para ser fechado em 29 de setembro de 2017; os usuários que já compraram esses jogos podem continuar a jogar e baixar os títulos. No entanto, devido à demanda dos jogadores, a Microsoft estendeu a data de encerramento até 7 de outubro. Microsoft afirmou que está interessada em ajudar a trazer títulos mais bem-sucedidos do programa para o Xbox Live Creators Program, parte de sua iniciativa de jogo indie ID@Xbox, para ajudar a preservar esses títulos.

## Jogos notáveis
- Apple Jack
- AvaGlide
- Biology Battle
- Blocks That Matter
- CarneyVale: Showtime
- CastleMiner
- Chu's Dynasty
- Flotilha
- FortressCraft
- I MAED A GAM3 W1TH Z0MBIES 1N IT!!!1
- Kodu Game Lab
- Snops Attack! Zombie Defense
- Solar 2
- Techno Kitten Adventure
- The Most Addicting Sheep Game
- Total Miner
- Unicorn Makeout Mania
- Weapon of Choice
- Xenominer